# Америкън Моторс
Вижте пояснителната страница за други значения на AMC.
American Motors Corporation, AMC е бивш американски производител на автомобили, чиито дъщерни фирми произвеждат и автобуси, градински трактори и косачки и хладилници. Седалището е в гр. Саутфийлд (Southfield), щата Мичиган, САЩ.
AMC е основана на 14 януари 1954 г. вследствие на сливането на корпорация „Неш-Келвинатор“ и компанията „Хъдсън Мотор Кар“. Оценено на 198 милиона долара (към 2006 г. сумата се равнява на 1,44 милиарда долара), това е най-голямото сливане на корпорации в Съединените американски щати за времето си.
На 2 март 1987 г. AMC е закупена от „Chrysler“, а марката AMC престава да се използва.

## История

### 1950-те години
В началото на 1950-те години „General Motors“ е водещият автомобилен производител в САЩ. „Форд“ обаче се опитва да се върне на тази позиция и залива пазара с множество модели на дъмпингови цени. Дженеръл Мотърс прави същото, в борбата се включва и Chrysler. Джордж Мейсън, главен изпълнителен директор на корпорация „Неш-Келвинатор“, е на мнение, че оцеляването на останалите независими автопроизводители може да се постигне само със съкращаване на разходите им чрез тяхното сливане. Той инициира сливането на Неш-Келвинатор и Хъдсън през 1954 г. и става главен изпълнителен директор на новосформираната компания, но по-малко от година след това умира от панкреатит и пневмония и бива наследен на поста от своя заместник Джордж У. Ромни, който веднага след това отрича слуховете за сливане на AMC с вече обединените независими производители Студебейкър и Пакард.
В първите години след сливането автомобилите Неш и Хъдсън продължават да се продават отделно. Те си приличат на външен вид, но използват различни двигатели, предно окачване и др. В периода 1957 – 1969 г. автомобилите са под марката „Рамблър“. Стратегията на Ромни срещу Дженеръл Мотърс, Форд и Крайслер е определена като „битка с динозаврите“ – докато т.нар. „Голяма тройка“ пуска на пазара все по-големи автомобили, AMC се концентрира върху по-компактни модели. Формулата на успеха се крие в използването на общи части от Неш и Хъдсън и в отказа на корпорацията да участва в дизайнерската надпревара между представителите на Голямата тройка. Това спомага моделите Рамблър да се превърнат в синоним на качествени и икономични коли. Може да прилича на първоаприлска шега, но на 1 април 1959 г. са обявени планове за производството на електрически автомобил със самозареждаща се батерия.

### 1960-те години
В началото на 60-те години AMC пуска на пазара широка гама автомобили, за да може да остане конкурентоспособен. Продажбите са добри, като през 1961 г. фирмата се нарежда на трето място по продажби в САЩ. Печалбите се увеличават ежегодно и AMC успява да изчисти всичките си задължения. През 1962 г. Ромни подава оставка, за да се кандидатира за губернатор на щата Мичиган. Той е наследен на поста от Рой Ейбъртни, който дотогава е отговорен за продажбите на компанията. Той променя стратегията на AMC, защото смята, че не е нужно да се губят клиенти, които искат да заменят компактните си автомобили с по-големи и по-скъпи коли. Първите модели, повлияни от тази стратегия се появяват през 1965 г. – Амбасадор става по-дълъг, на пазара е пуснат и модел тип фастбек – Марлин. Друга новост, въведена от Ейбъртни е, че година по-късно тези два модела вече не се брандират като Рамблър, а като Америкън Моторс. Също така компанията загърбва тактиката си да не променя дизайна на автомобилите си всяка година, както правят представителите на Голямата тройка. През 1966 г. променените модели получават одобрението на критиката, но стратегическите идеи на Ейбъртни не се оказват особено успешни, защото объркват голяма част от клиентите на марката. Наблюдават се спад в продажбите, а също така и проблеми с качеството на автомобилите.
Негативното развитие на AMC води до отстраняването на Ейбъртни след само пет години начело на компанията. Негов заместник става Рой Д. Чаплин младши, син на основателя на Хъдсън Моторс. Той веднага обявява промени в опит да върне AMC там, където е била в началото на десетилетието. Като начало смята да се фокусира върху най-непопулярния модел по това време – Америкън, като целта е продажбите да се удвоят до 140.000 и отново да се заемат поне 10% от пазарния дял на компактни автомобили – ниша, допреди доминирана от AMC. Чаплин мл. намалява цената на автомобила до 1.839 долара – около 300 долара по-малко от най-близкия си конкурент Плимут Вълаянт, но само 200 повече от вносната Фолксваген Костенурка. Освен това той намалява разходите като се отказва от ежегодните „козметични“ промени, които по времето на Ейбъртни струват на компанията цели 60 милиона долара. Сред иновативните идеи на Чаплин мл. е включването на климатик в стандартното оборудване на модела Амбасадор от 1968 г., изпреварвайки по този показател дори луксозните модели на Линкълн, Кадилак и Импириъл. На пазара са пуснати и „мускулестите“ модели Джавелин и AMX.
За да осигури още пари, през 1968 г. Чаплин дж. продава поделението, произвеждащо хладилници Келвинатор Аплайънс на Уайт Консолидейтид Индустрис, която от своя страна в края на 80-те години става част от шведската Електролукс. През 1969 г. окончателно е преустановена употребата на името Рамблър в САЩ и Канада, но до 1983 г. то продължава да се използва на някои задокеански пазари, както и в Мексико. От 1970 г. нататък на американския и канадския пазар се предлагат само модели с наименованието AMC. Същата година AMC изкупува корпорацията „Кайзер-Джип“ и добавя към автомобилната си гама и моделите на легендарната компания Jeep. В добавка AMC получава и лукративните договори на Кайзер-Джип с правителството за производство на военни и пощенски джипове. Малко по-късно дъщерната компания е прекръстена на АМ Дженерал

### 1970-те години
AMC е сред пионерите на споделянето на една платформа от няколко различни модела. Пуснатите на пазара в началото на 1970 г. Хорнет и Гремлин използват една платформа. Хорнет е представител на компактния клас, а Гремлин е първият малък автомобил, произведен в САЩ. Моделът Неш Метрополитън, (1953 – 1961) също влиза в тази категория, но той се произвежда във Великобритания и се внася в САЩ и Канада. Гремлин и Хорнет се оказват успешни модели – първият със 760.000 продадени бройки, а Хорнет със своите 860.000 продажби се превръща в най-продавания модел на AMC след Рамблър Класик. През 1971 г. е представен новият флагман на компанията Матадор, който се предлага във версиите седан, комби и купе и замества спреният от производство Амбасадор. През 1974 г. дъщерната компания на AMC, АМ Дженеръл, която прави продуктите от гамата на Jeep, започва да сглобява пътнически автобуси в сътрудничество с канадската Флайър Индустрис.
През 1975 г. на пазара се появява „първата в света широка малка кола“ – Pacer, малък автомобил, предвиден да предлага комфорта на голям луксозен такъв. Планирано е Пейсър да използва ванкелов двигател от Дженеръл Мотърс, но нефтената криза от 1973 г., предизвикана от нефтеното ембарго на арабските производители на нефт, принуждава GM да се откаже от производството му и затова на AMC се налага да използва собствените си шестцилиндрови 3.8- и 4.2-литрови агрегати. Големият разход на гориво и допълнителното оскъпяване на Пейсър заради малкото споделяни с други модели части води до стремглав спад в продажбите две години след пускането му на пазара. Големите разходи за разработка и производство на Пейсър и Матадор лишават AMC от пари, които биха били инвестирани в подобряването на далеч по-полярните модели Хорнет и Гремлин. Така в края на 70-те AMC се изправя срещу разрастващата се енергийна криза с вече остаряла и неконкурентоспособна моделна гама. През 1978 г. моделът Хорнет е заменен от Конкорд, а година по-късно Спирит заменя Гремлин.
Финансовите затруднения на AMC започват от средата на 70-те години. Автомобилите на фирмата не се продават добре, което води до десетки милиони загуби, допълнителни разходи се появяват вследствие на нужда от поправка на дефектната система за контрол на вредните газове на около 310.000 модела AMC и Jeep от 1975 и 1976 г., но AMC успява да се задържи над пъвърхността благодарение на отпуснатитебанкови кредити и много добрите продажби на Jeep. През 1979 г., когато дялът на AMC на американския пазар на автомобили е едва 1,83%, компанията подписва договор с Рено, в рамките на който AMC получава 150 милиона долара кеш, 50 милиона кредит, както и правото да произвежда модела Рено 5 през 1982 г., а в замяна Рено взима 22,5% от акциите на AMC. Това не е първият път, когато двете фирми работят заедно, защото през 60-те години Рено сглобява във Франция модела Рамблър. Въпреки че първоначално AMC отново отбелязва рекордни печалби и добри продажби, проблемите за компанията се задълбочават след като започва спад в продажбите на Jeep, а на пазара на малки автомобили успешно се намесват японските производители, които разполагат с ефективни заводи в САЩ. От своя страна заводът на AMC в Кеноуша, щата Уисконсин, е стар (по това време той е най-старият работещ без прекъсване автомобилен завод в света) и непродуктивен – частите и полуготовите каросерии трябва да се превозват из града до различните отделения.

### 1980-те години
През 1980 г. банките отказват да отпуснат още кредит на AMC, а пазарният ѝ дял е паднал до нищожните 1,7%. Фирмата обаче се нуждае от средства за новите си модели и се обръща към Рено за заем в размер на 90 милиона долара. Дори се стига дотам, в края на годината AMC да предупреди акционерите си, че компанията може да банкрутира, ако те не одобрят план, според който Рено да закупи 59% от акциите ѝ. През 1982 г. има нови размествания на върха на управленческата структура на AMC – новият главен изпълнителен директор е У. Пол Типет младши, който дотогава е бил президент на фирмата, а неговото място е заето от един от директорите в Рено Хосе Дедьорвердер. Именно Дедьорвердер, инженер и директор на международния отдел на Рено с 23 години стаж във фирмата, модернизира ръководството и завода
на AMC, а също така допринася за позитивни промени в контрола на качеството и разходите. През 1983 г., след неколкократно увеличение на дяла си в AMC, Рено вече държи 49% от акциите. Смяната на собствеността и ръководството води до производството на нова гама автомобили – модерно изглеждащи коли с предно задвижване, изработени по дизайн на Рено.
Първият съвместен продукт на AMC-Рено е Рено Алайънс от 1983 г. – това всъщност е компактния модел Рено 9, но с променен дизайн за американския пазар. Моделът се произвежда в завода в Кеноуша, но се продава под името Рено, като визуалната връзка с AMC се ограничава до лепенки на задното стъкло. Автомобилът се предлага във вариантите седан с две и четири врати, кабриолет с две врати, хечбек, който се нарича Рено Енкор и по-мощни версии на двувратите седан и кабриолет, носещи името Рено GTA. Алайънс печели няколко награди, сред които „Автомобил на годината“ на списание Motor Trend за 1983 г. Няколко години по-късно моделът обаче става обект на критика относно двигателя, съединителя, автоматичната и механичната скоростна кутия, окачването и др. Продажбите, започнали добре, намаляват и през 1987 г. Алайънс е спрян от производство.
От 1983 г. единственият модел, който се брандира като AMC е Ийгъл, автомобил с постоянно задвижване на четирите колела и повдигнато окачване. Всички останали продукти на AMC се продават под марките Рено и Jeep.
1985 г. се оказва повратна за AMC. Цената на бензина пада и хората отново започват масово да купуват по-мощни и по-големи автомобили, а AMC не е подготвена за подобно развитие. Работниците в завода са недоволни, защото не са получили обещаното увеличение на заплатите, дори се появяват слухове, че саботират автомобилите на поточните линии. За да набави средства, новото ръководство в лицето на главния изпълнителен директор Пиер Семерена продава дъщерната фирма Wheel Horse, която произвежда градински трактори и косачки, и подписва споразумение за производството на Jeep в Китай. Нови проблеми обаче се задават от страна на Пентагона. Министерството на отбраната не е доволно от факта, че АМ Дженерал, един от основните му военни доставчици (главно на високопроходими машини HMMWV), се управлява от фирма, собственост на френската държава. В резултат на това печелившата дъщерна компания е продадена на LTV Corporation. Jeep обаче остава собственост на AMC-Рено. Друг удар по AMC е пенсионирането на Ричард Тийг, член на дизайнерския екип от 1959 г. и вицепрезидент на компанията от 1964 г., чиито дело са дизайните на много модели AMC и Jeep като например Гремлин, Пейсър, Матадор, Рамблър Америкън, Джавелин, AMX, Хорнет и Чероки (XJ).
От своя страна Рено също започва да изпитва финансови затруднения. Инвестициите в AMC принуждават компанията да пести пари във Франция, в резултат на което са затворени няколко местни завода и уволнение на персонал. Рено е изправен пред три възможности относно AMC – да обяви банкрут, като по този начин ще загуби инвестициите си; да вложи още пари, но за френското ръководство AMC е като каца без дъно; да предложи AMC за продан, като така ще може да възвърне част от вложените си пари. Президентът Жорж Бес обаче продължава да смята, че французите имат бъдеще на северноамериканския пазар, особено след като е завършен най-модерният завод в тази част на света в Брамптън, Онтарио, Канада, представени са също така нови 4.0- и 2.5-литрови двигатели, а и моделите на Jeep продължават да се продават добре. За Бес AMC е напът да се превърне в печеливша компания. На 17 ноември 1986 г. обаче Жорж Бес е убит от последователи на екстремистката групировка Аксион директ, чиято идеология е описвана като комунистическа, анархистка или маоистка. Като причина за това убийство се изтъква уволнението на 25.000 души от Рено и на 34.000 от PUK-Péchiney, производител на алуминий. Новият шеф на Рено е подложен на натиск да подобри отношенията на фирмата с хората, работещи за нея, както и да преустанови инвестициите в AMC. На 2 март 1987 г. Крайслер изкупува дяла на Рено в AMC, както и останалите акции, за 1.1 милиарда долара. Преговорите са улеснени от факта, че вече съществува договор между AMC и Крайслер, по силата на който в завода на AMC в Кеноуша се сглобяват модели на Крайслер, защото капацитите на фабриките на Крайслер не са достатъчни да смогнат на голямото търсене на тези модели. Всъщност Лий Якока, главен изпълнителен директор на Крайслер, се интересува главно от печелившата марка Jeep, и особено от намиращия се по това време още във фада разработка модел Гранд Чероки. Освен Jeep обаче Якока се сдобива и с току-що модернизирани заводи, развита дилърска мрежа и многожество талантливи служители на AMC. През 1987 г. е създадено поделението Jeep-Eagle, което освен моделите на Jeep, в първите години на съществуването си продава под марката Ийгъл и разработените от AMC-Рено Медальон и Премиър.

### Главни изпълнителни директори
Хората, заемали поста главен изпълнителен директор на AMC, през годините:
- Джордж Мейсън, 1954
- Джордж У. Ромни, 1954 – 1962
- Рой Ейбъртни, 1962 – 1967
- Рой Д. Чаплин младши, 1967 – 1977
- Джералд С. Майърс, 1977 – 1982
- У. Пол Типет младши, 1982 – 1985
- Пиер Семерена, 1985 – 1987

## Модели
- Неш Амбасадор (1955 – 1957)
- Неш Метрополитън (1955 – 1962)
- Неш Рамблър/Хъдсън Рамблър (1955 – 1956)
- Неш Стейтсмън (1955 – 1956)
- Хъдсън Хорнет (1955 – 1957)
- Хъдсън Уасп (1955 – 1956)
- Рамблър Ребел (1957 – 1960)
- Рамблър Сикс (1957 – 1960)
- Рамблър Амбасадор (1958 – 1964)
- Рамблър Америкън/AMC Рамблър (1958 – 1974)
- Рамблър Класик (1961 – 1966)
- Рамблър Марлин/AMC Марлин (1965 – 1967)
- Рамблър Ребел/AMC Ребел (1967 – 1970)
- AMC АМХ (1968 – 1970)
- AMC Джавелин (1968 – 1974)
- AMC Гремлин (1970 – 1978)
- AMC Хорнет (1970 – 1977)
- AMC Матадор (1971 – 1978)
- AMC Пейсър (1975 – 1980)
- AMC Конкорд (1978 – 1983)
- AMC Спирит (1979 – 1983)
- AMC Ийгъл (1980 – 1987)
- Рено Алайънс (1983 – 1987)
- Рено Енкор (1984 – 1987)

Прототипи
- XR-400 (1962)
- Рамблър Тарпон (1963)
- AMC Кавалиър (1965)
- AMC Амитрон (1967)
- AMC АМХ-GT (1968)
- AMC АМХ/3 (1970)
- AMC Електрон (1977)